# 唐津城
33°27′13″N 129°58′41″E / 33.4535433°N 129.9781934°E
唐津城（日语：からつじょう）是位在佐賀縣唐津市的一座平山城。別名舞鶴城。江戶時代是唐津藩之藩廳。

## 概要
唐津城位于唐津市区的北部、松浦河在唐津湾的入海口的西岸。唐津城本丸位于向唐津湾延伸的满岛山之上，二之丸和三之丸依次修建于西侧，形成一座连廓式平山城。由于背面临海，也属于海城之一，与萩城同样地有一段石垣直接面向大海。松浦河对岸的海边有广阔的虹之松原（特别名胜），因其形状像是从满岛山展开的羽翼，唐津城也被称为舞鹤城。
唐津城建造于江户时代初期，自庆长7年（1602年）至13年（1608年）。在整个江户时代是唐津藩的藩厅。
废城后，本丸改建为舞鹤公园，二之丸的御殿旧址处设立了早稻田佐贺中学校·高等学校，此外的二之丸、三之丸旧址成为了市街地。唐津城存留至今的建筑物只有石垣和堀。现有模拟天守、重修的橹、城门、石垣和堀。

## 历史
文禄4年（1595年），丰臣秀吉的家臣寺泽广高受封于此。庆长5年（1600年）的关原之战中，寺泽广高加入了东军，因此获赐肥后国天草郡4万石的领地，成为了德川幕府12万8千石的外样大名。庆长7年（1602年），寺泽家正式开始筑城，庆长13年（1608年）竣工。作为筑城工程的一部分，在满岛山东侧的山脚下挖掘了河道，将松浦河的入海口移动至东侧的山脚下。另外，名护屋城在秀吉殁后拆毁，各地大名使用了其建材协助了唐津城的建造，柳川堀、佐贺堀、肥后堀、萨摩堀都是因此而得名。
处理藩政的御殿设置于二之丸，而武士宅邸则位于三之丸。本丸处仅建造了天守台（土石建造的基部），其后的工程应该没有实施。在宽永4年（1627年）的幕府的记录中，唐津城并无天守。也没有其他的文字资料显示唐津城曾经有过天守。现在的天守是在昭和41年（1966年）依照庆长时代的风格修建的。
寺泽广高长于土木建设，除了改动松浦河的河道，他还在满岛山东侧的海边种植了防风林，也就是现在的虹之松原，是日本三大松原之一。
广高之子坚高由于领内的天草郡发生岛原之乱，富冈城被一揆军攻击，领受责罚，天草郡4万石领地被没收。正保4年（1647年），他在江户的宅邸自杀，因为无子嗣，寺泽家就此断绝。
此后，陆续有5家谱代大名统治唐津。在寺泽家之后唐津成为天领（幕府直辖领地）。庆安2年（1649年），播磨国明石城主大久保忠职成为唐津城主。延宝6年（1678年），大久保家与下总国佐仓城领主大给松平家互换领地，松平乘久入主唐津。元禄4年（1691年），大给松平家与志摩国鸟羽城的土井家互换领地，土井利益成为唐津领主。宝历12年（1762年），土井家移封下总国古河城，三河国冈崎城主水野忠任入城。文化14年（1817年），水野忠邦为了实施改革（天保改革），申请转封至远江国滨松城，由陆奥国棚仓城的小笠原长昌继任，此后唐津城由小笠原家统治直至幕末。
明治4年（1871年），伴随着废藩置县的改制，唐津藩被废除，政府将唐津城给予民间使用，相关建筑被拆毁。明治10年（1877年），本丸被改建为舞鹤公园向公众开放。昭和41年（1966年），为了文化观光的目的，修建了5重5层的模拟天守，以及城门和橹。平成元年（1989年），唐津城市役所前的肥后堀和石垣被修复。平成4年（1992年），二之丸旧址的报时太鼓被修复。平成5年（1993年），市役所附近的三之丸辰巳橹被修复。

## 观光
- 天守阁门票：成人500日元（团体票320日元），小学、初中生200日元（团体票160日元）。团体人数至少为20人。[2]
- 舞鹤公园电梯票：成人100日元，小学、初中生50日元。

## 图集

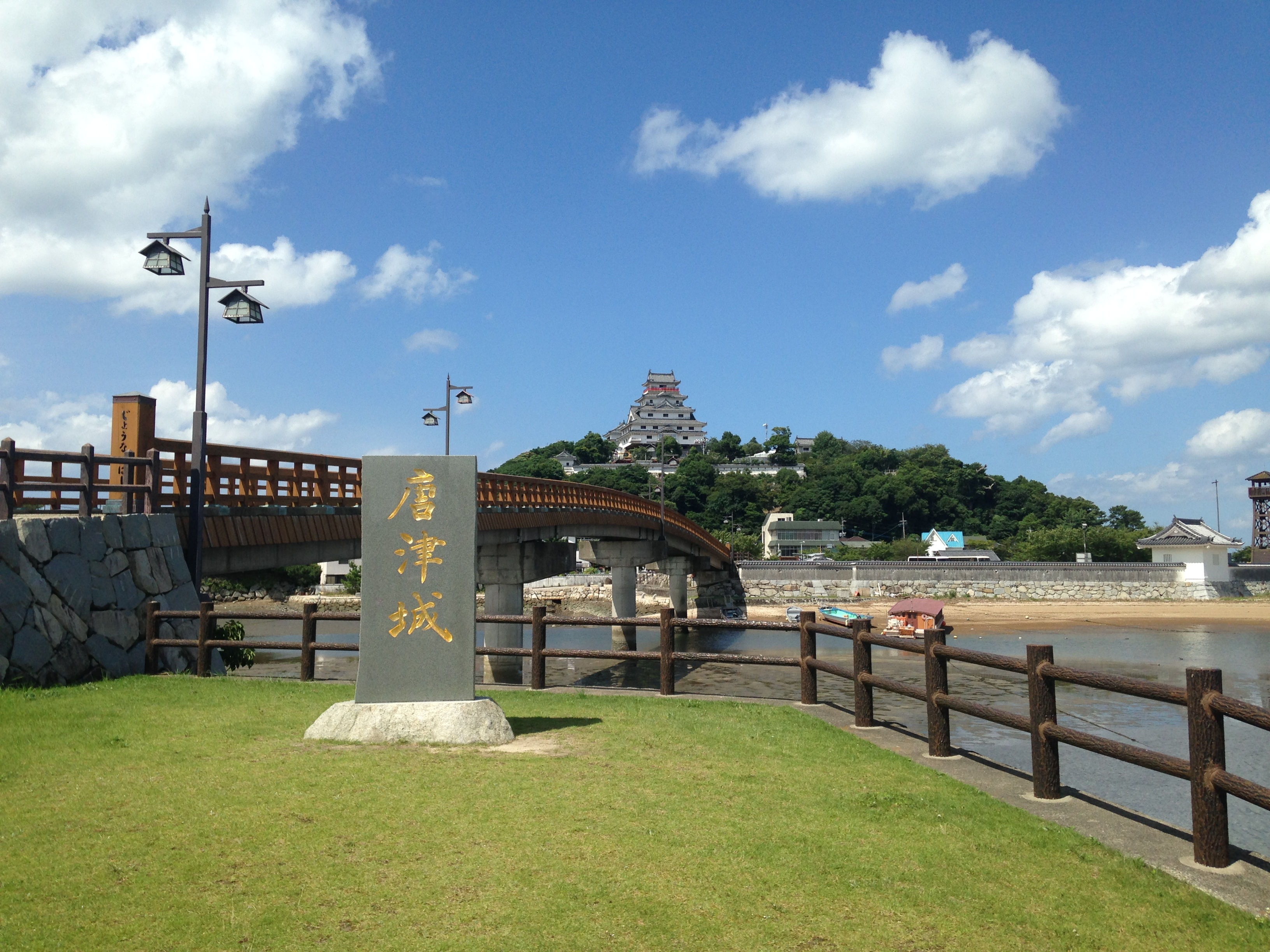
从城内桥的南侧眺望
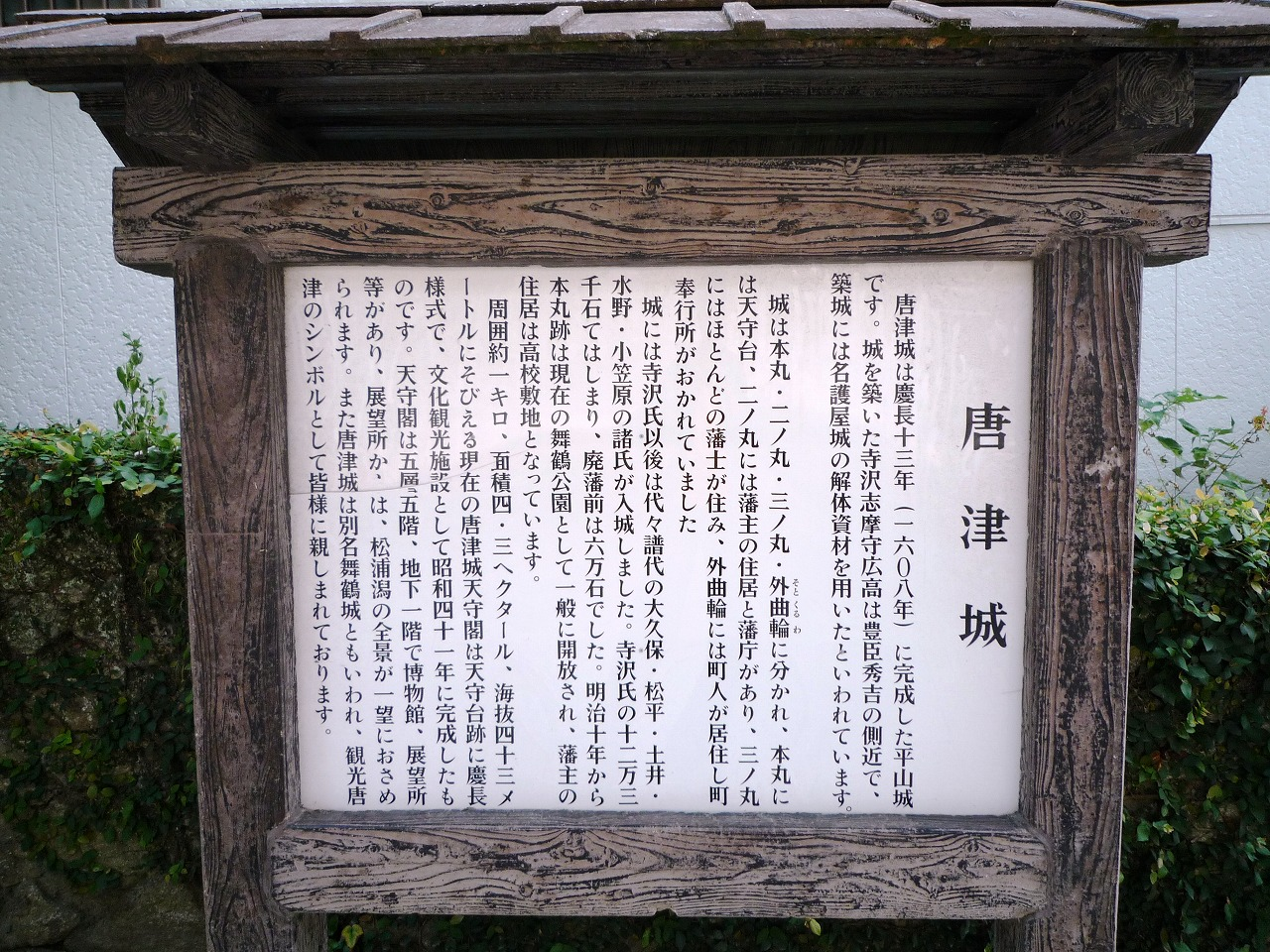
唐津城说明板
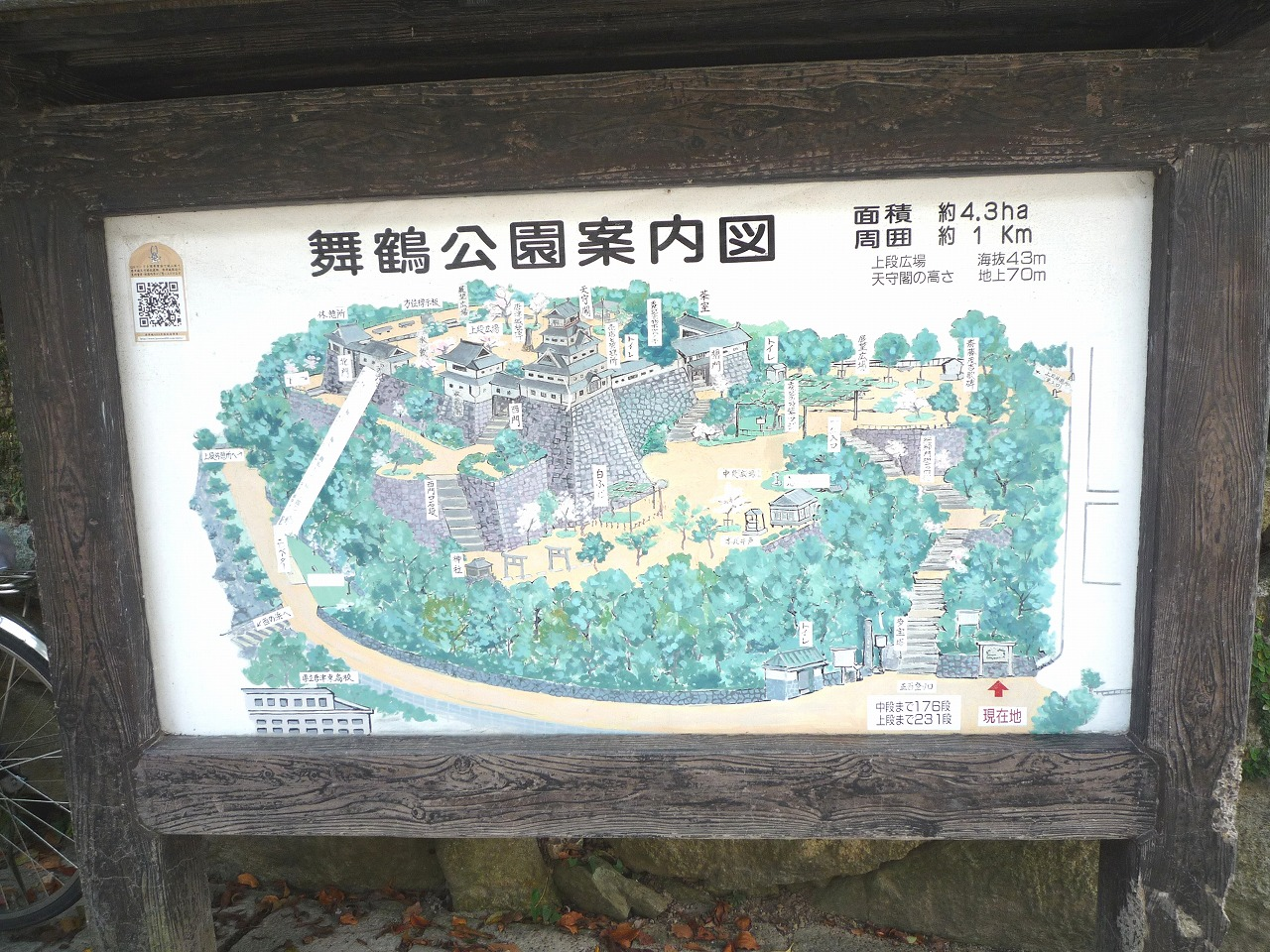
舞鶴公園导游图
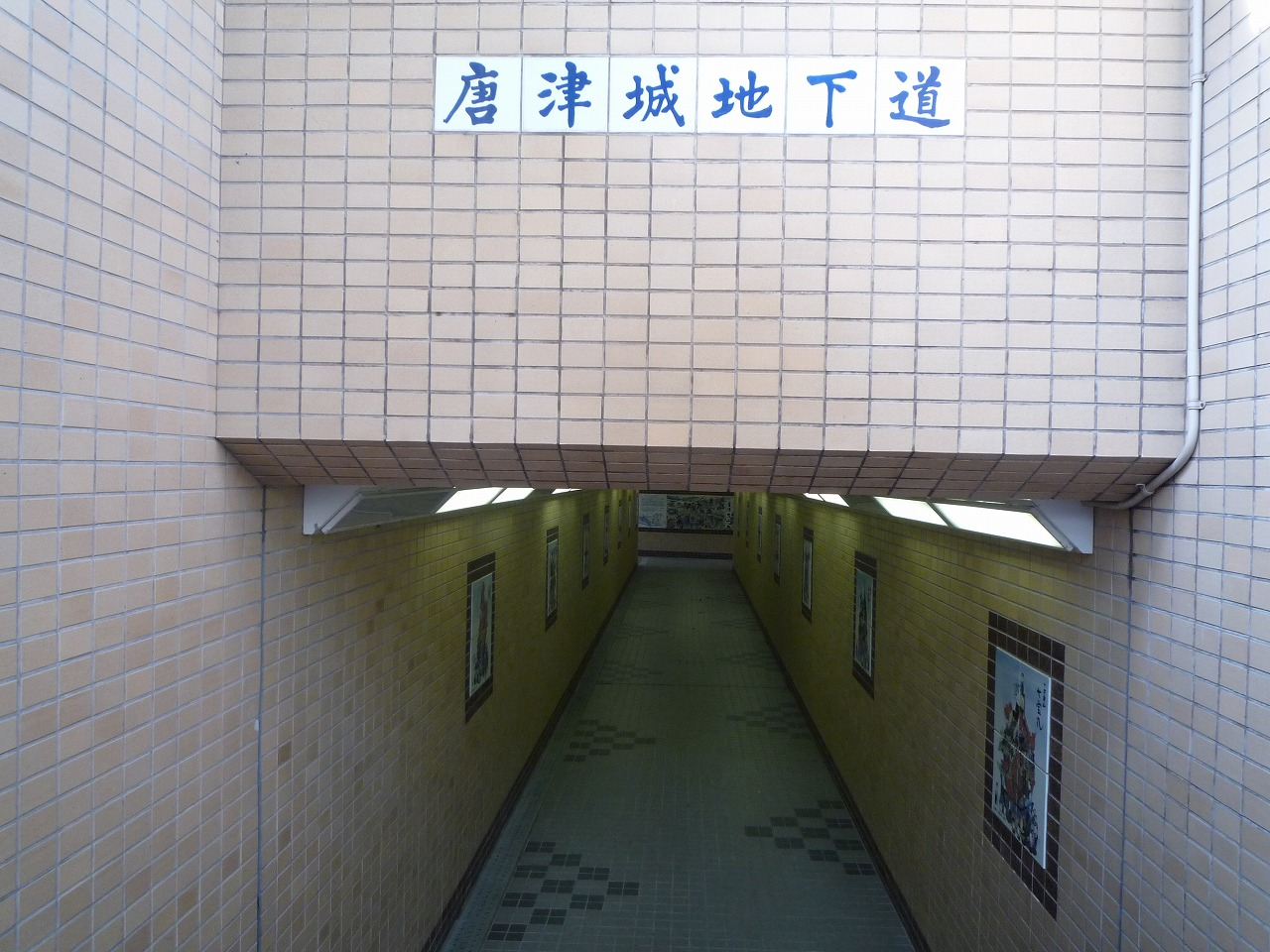
唐津城地下通道（横跨公路，北端在城下的大型停车场前，南端在公路对面）
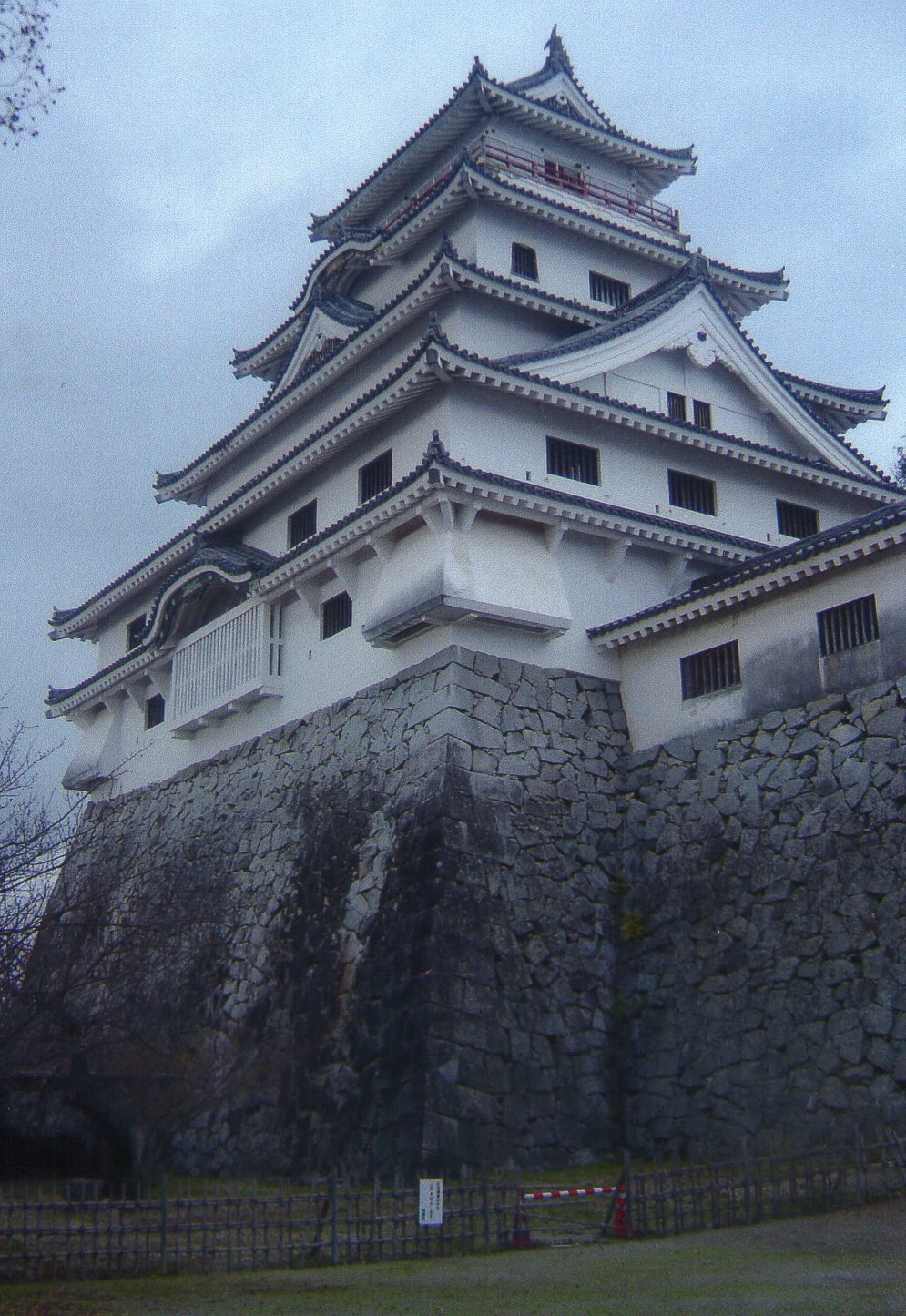
从二之丸眺望天守(2009年10月)
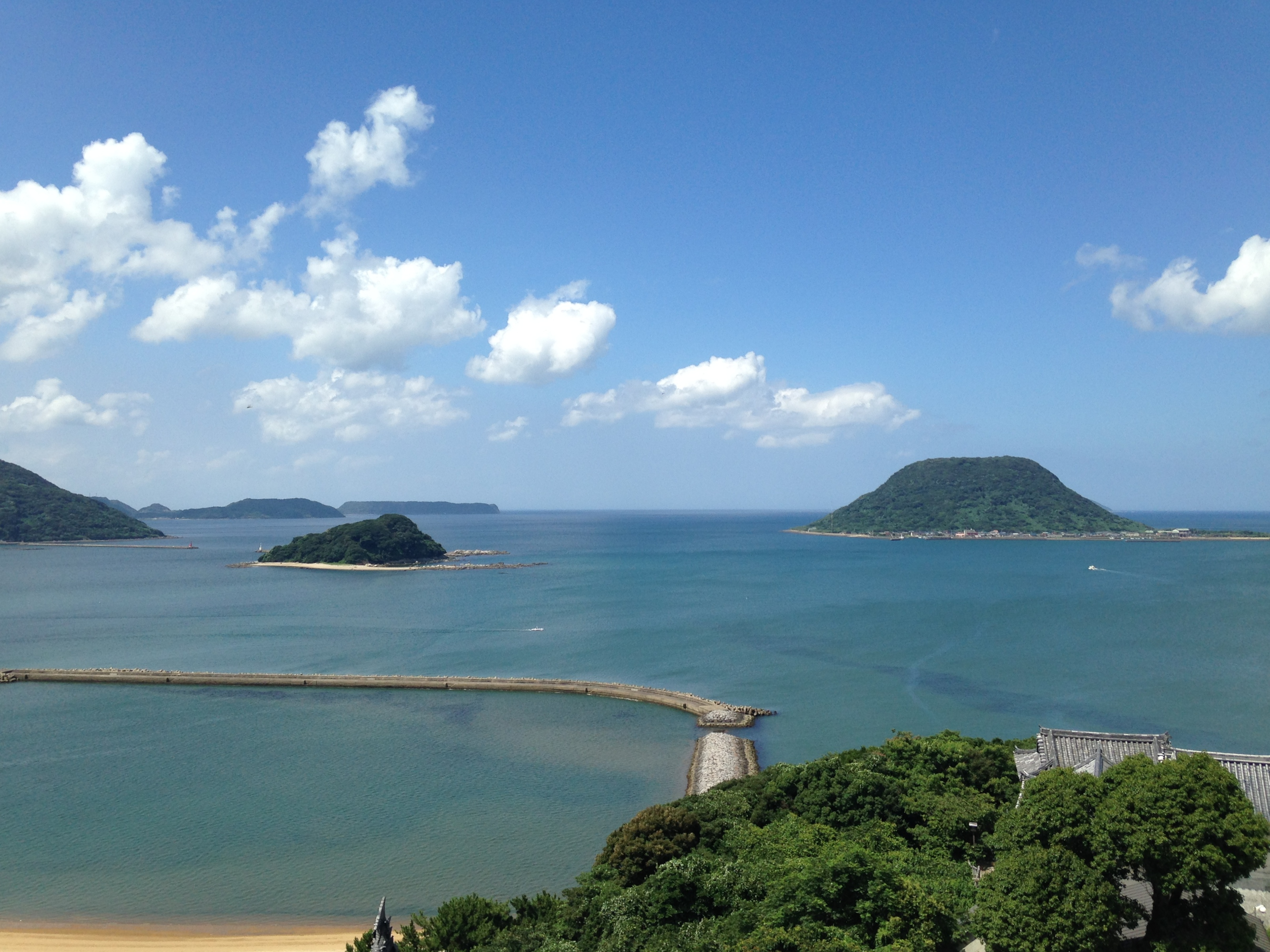
从天守閣眺望唐津灣

## 關連項目
- 佐贺县观光名胜（日语：佐賀県の観光地）
- 日本城堡列表
- 美麗的日本散步道500選（日语：美しい日本の歩きたくなるみち500選）

## 外部連結
- 唐津城（あしこし九州）（页面存档备份，存于）